# Rainbow Revisited
Rainbow Revisited ist ein Jazzalbum von Thandi Ntuli mit Carlos Niño. Die im August 2019 im Studio 4 West, Venice Beach entstandenen Aufnahmen erschienen am 17. November 2023 auf International Anthem.

## Hintergrund
Der Ausgangspunkt zu dieser entspannten Session war Thandi Ntulis erster Live-Auftritt in Los Angeles. Dort arbeitete die in Johannesburg lebende Pianistin zum ersten Mal mit dem Schlagzeuger und Produzenten Carlos Niño zusammen. Es dauerte nicht lange, bis der Grundstein für die Aufnahme des Albums Rainbow Revisited gelegt wurde.
Der Produzent Carlos Niño machte sich schließlich 2021 daran, zu diesem Projekt zurückzukehren und das Album fertigzustellen, das die beiden nach ihrem ersten Treffen im Jahr 2019 begonnen hatten.

## Titelliste
- Thandi Ntuli with Carlos Niño: Rainbow Revisited (International Anthem Recording Company IARC0073)[3]

1. Sunrise (in California) 5:29
2. Rainbow Revisited 7:13
3. Breath and Synth Experiment 3:38
4. Nomayoyo (Ingoma ka Mkhulu) 5:34
5. Piano EDIT (Original Mix) 4:22
6. Sunset (in California) 5:51
7. Voice and Tongo Experiment 2:18
8. The One (First Part) 4:01
9. The One (Second Part) 4:17
10. Lihlanzekile 5:34

Die Kompositionen stammen von Thandi Ntuli.

## Rezeption
„Diese Musik hat die Gelassenheit von Regentropfen, die sanft fallen, nachdem der schlimmste Sturm vorüber ist – von Sonnenlicht, das mitten im Herbst auf die Bäume fällt, von der beruhigenden Stille einer Stadt, die noch schläft, während die Sonne langsam über den Horizont steigt“, schrieb Dave Sumner Daily Bandcamp. Ntulis Gesang sei auf den Schlaflied-Modus eingestellt und würde so die perfekte Balance aus Beruhigung und Melodie schaffen. Niño füge sich perfekt ein, sein Schlagzeug vermittle den Eindruck von Klängen, die von einer sanften Brise getragen werden.

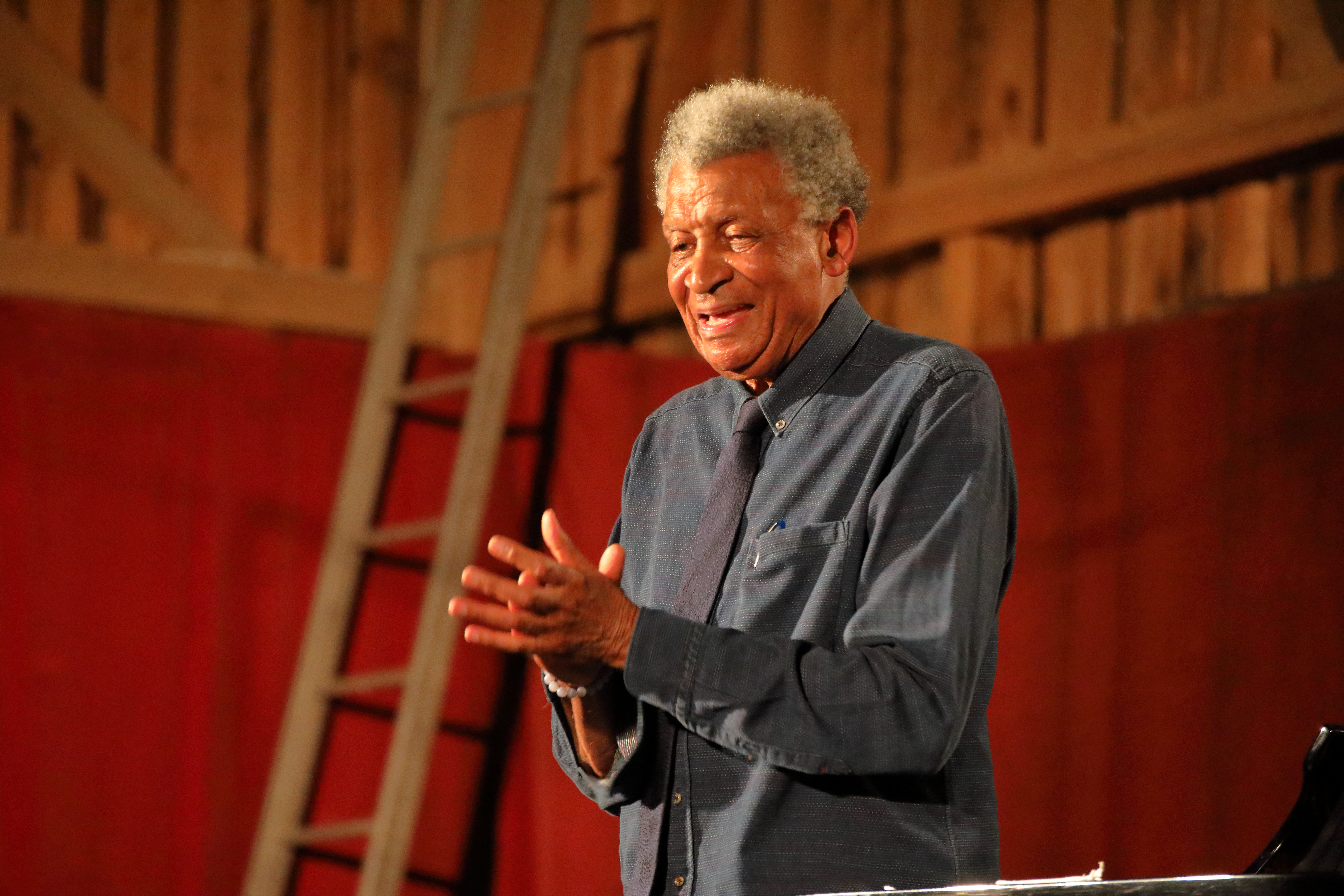
Der südafrikanische Pianist Abdullah Ibrahim auf dem INNtöne Jazzfestival (2019)

Seit ihrem Debütalbum The Offering aus dem Jahr 2014 und dem Nachfolger Exiles 2018 habe Ntulis Musik ihre Stärke in sanften Melodien und zarten Arrangements gefunden und vermittle eine freudige Botschaft eher durch ein Flüstern als durch einen Schrei, urteilte Ammar Kalia in The Guardian. Rainbow Revisited sei eine bemerkenswert aufschlussreiche Platte, die Ntulis Meisterschaft im Umgang mit ihren Instrumenten unter Beweis stelle. Der Opener „Sunrise (In California)“ gebe den Ton an und wechselt durch Akkordfolgen im Stil von Robert Glasper, während sein Gegenstück „Sunset (In California)“ auf die klagende Phrasierung zurückgreife, die vom Vater des südafrikanischen Pianojazz, Abdullah Ibrahim, entwickelt wurde.
Rainbow Revisited sei Ntulis Debüt für das stets am Zahn der Zeit fühlende Label International Anthem, wo sie sich jetzt an der Seite von Acts wie Makaya McCraven, Alabaster DePlume, Brandee Younger und Angel Bat Dawid finde, meint Ralf Dorschel, der das Album beim NDR als „Jazzalbum der Woche“ vorstellte. Und trotz einiger Shows auf Jazzfestivals weltweit sei dies auch der Moment, in dem die Südafrikanerin global überhaupt erstmal auf dem Radar auftauche – die drei ersten Alben erschienen noch weitgehend im Selbstverlag. Diese neue Bedeutung zeige sich auch am Vorhaben, den kreativen britischen Unruhestifter Shabaka Hutchings mitspielen zu lassen – der Plan sei nicht aufgegangen, dafür habe Hutchings nun aber immerhin das Cover zu „Rainbow Revisited“ beigesteuert.
Thom Jurek verlieh dem Album in Allmusic vier Sterne und schrieb, „Rainbow Revisited“ unterscheide sich in kreativer Ausstrahlung, Umfang und Emotion deutlich von ihren früheren Aufnahmen. Auch wenn Produzent Niño für die Atmosphäre dieser Aufnahme verantwortlich gemacht werden könnte, wäre dies unzutreffend. Dieses herrliche, verletzliche Album biete pure Inspiration für die Zusammenarbeit, zugleich schrill und verletzlich, minimalistisch und ästhetisch umfangreich.
Rainbow Revisited bewahre die Spannung von Ntulis Musik neben Niños meisterhaftem und subtilem Einsatz von Perkussion, wertete Konstantin Vega (Treble Zine). Durch die Zusammenarbeit mit Ntuli habe sich Niños Sound nun nicht nur geöffnet, sondern auch ermöglicht, das sich Ntulis Stil erweiterte, um neue Höhen zu erreichen. Thandi Ntuli habe sich einmal mehr als zukunftsorientierte Musikerin erwiesen, die bereit sei, Risiken einzugehen und neue Orte zu betreten. Durch die Zusammenarbeit mit einem so erfahrenen Musiker wie Carlos Niño konnte etwas Anspruchsvolles und Einzigartiges entstehen. Von Anfang bis Ende würde die Musik mühelos dahin rollen. Durch Momente der Stille und wandernden Melodie sowie gleichmäßiger Rhythmen und zarter Melodien singe das Album und zeige, was erreicht werden kann, wenn Leidenschaft für Musik und Klang kongenial aufeinander treffen.
Maxi Broecking fokussierte in ihrer Besprechung für Jazz thing besonders auf den politischen Hintergrund von Rainbow Revisited: Ntuli thematisiere die aus ihrer Sicht gescheiterte Integration der schwarzen Südafrikaner seit dem offiziellen Ende der Apartheid 1994. Daher singe sie im Titelstück des Albums: „Ich sehe einen Regenbogen mit verschmutzten Farben … Sie reden von Freiheit, was wissen sie schon, diese Integration ist nur Show.“ Musikalisch sei das Album „spielerisch, melancholisch, mit weiten melodischen Klangfarben“.